# 新希望 (阿拉巴马州)
新希望（英語：New Hope），是美国阿拉巴马州下属的一座城市。面积约为8.66平方英里（约合22.42平方公里）。根据2010年美国人口普查，该市有人口2,810人，人口密度为324.56/平方英里（约合125.33/平方公里）。